# Sam Goodchild
Sam Goodchild, né le 19 novembre 1989 à Bristol (Angleterre), est un navigateur et skipper anglais installé en France depuis 2011. Spécialisé dans la course au large, il navigue sur des voiliers allant du Figaro aux Ultime, en solitaire et en équipage.
En avril 2023, il devient le skipper de l'Imoca For The Planet. Les résultats de sa première saison dans la classe lui valent le titre de champion Imoca 2023. En 2024, son Imoca est renommé Vulnerable. Il termine le Vendée Globe 2024 -  2025 à la 9eme position, en 76j, 2h, 1min et 45s. 

## Biographie
Sam Goodchild naît le 19 novembre 1989 à Bristol, en Angleterre. Il grandit sur un bateau basé à la Grenade, avec sa famille, jusqu’à son adolescence. Les 20 années suivantes, il se spécialise dans la course au large en naviguant sur des projets en équipage et en solitaire. À 18 ans, il rejoint l'équipe d'Alex Thomson. Puis il fait partie de celle de Mike Golding dans le Vendée Globe 2008-2009. Cette expérience donne à Goodchild l'envie de disputer un jour le tour du monde en solitaire.

### Figaro, Class40, VO65, Imoca, MOD70 et Ultime (2011-2020)

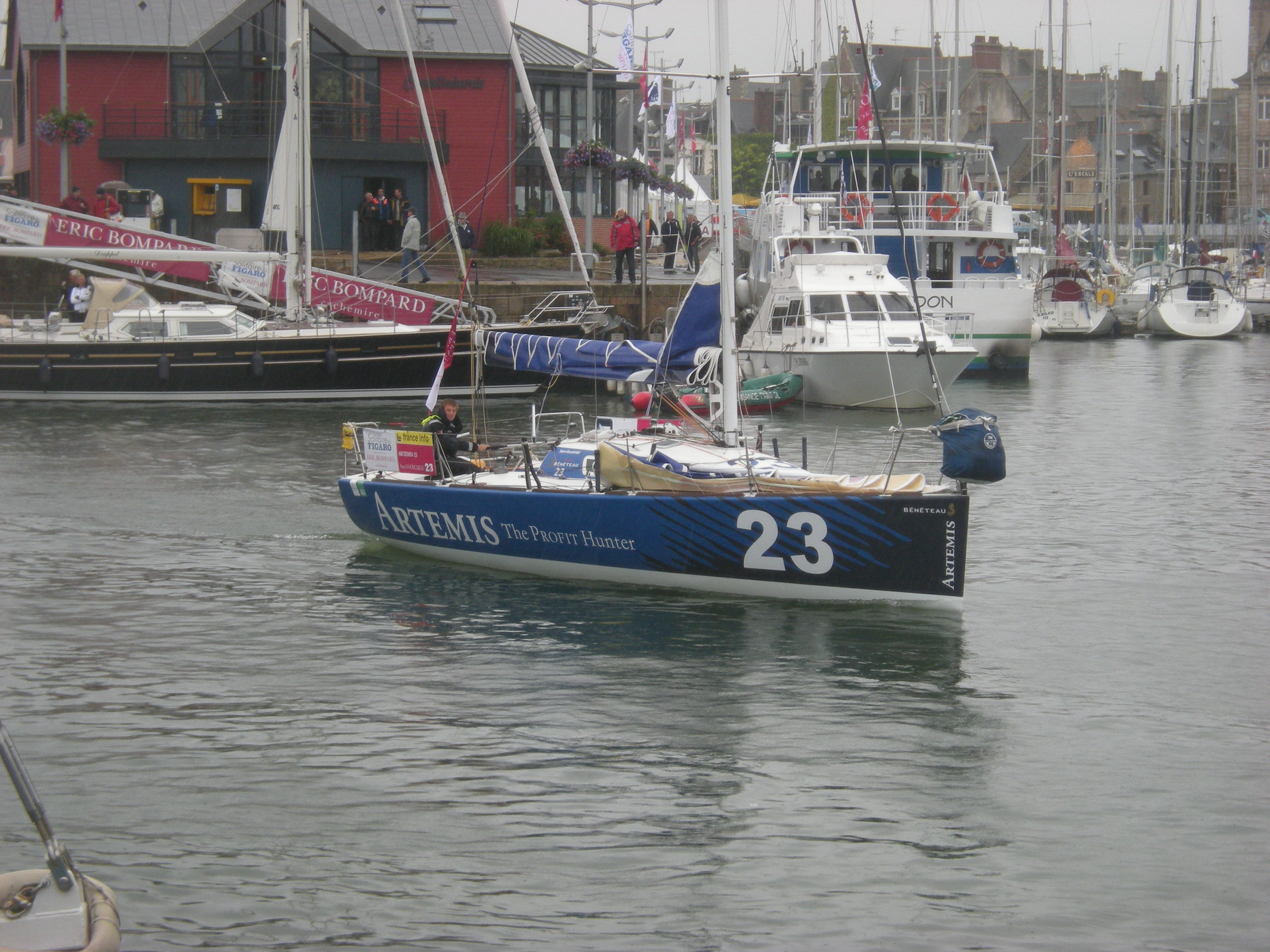
À la barre d'Artemis, sortant du port de Paimpol pour prendre le départ de la Solitaire du Figaro 2012.

En 2010, il entre pour deux ans à l'Artemis Offshore Academy, qui forme de jeunes navigateurs à la course au large,. De 2011 à 2014, il court quatre fois la Solitaire du Figaro. Parallèlement, il prend le départ de la Transat Jacques-Vabre 2011, à bord du Class40 Concise II, aux côtés de Ned Collier Wakefield. Le binôme abandonne à la suite d'une avarie.
À bord du Class40 Cessna Citation, Goodchild accompagne Conrad Colman dans la deuxième étape Le Cap-Wellington de la Global Ocean Race 2011-2012. À l'occasion d'un changement de voile, Goodchild tombe à l'eau sans gilet. Colman, avec beaucoup de maîtrise, réussit à revenir sur lui et à le ramener à bord. Les deux marins gagnent l'étape,.

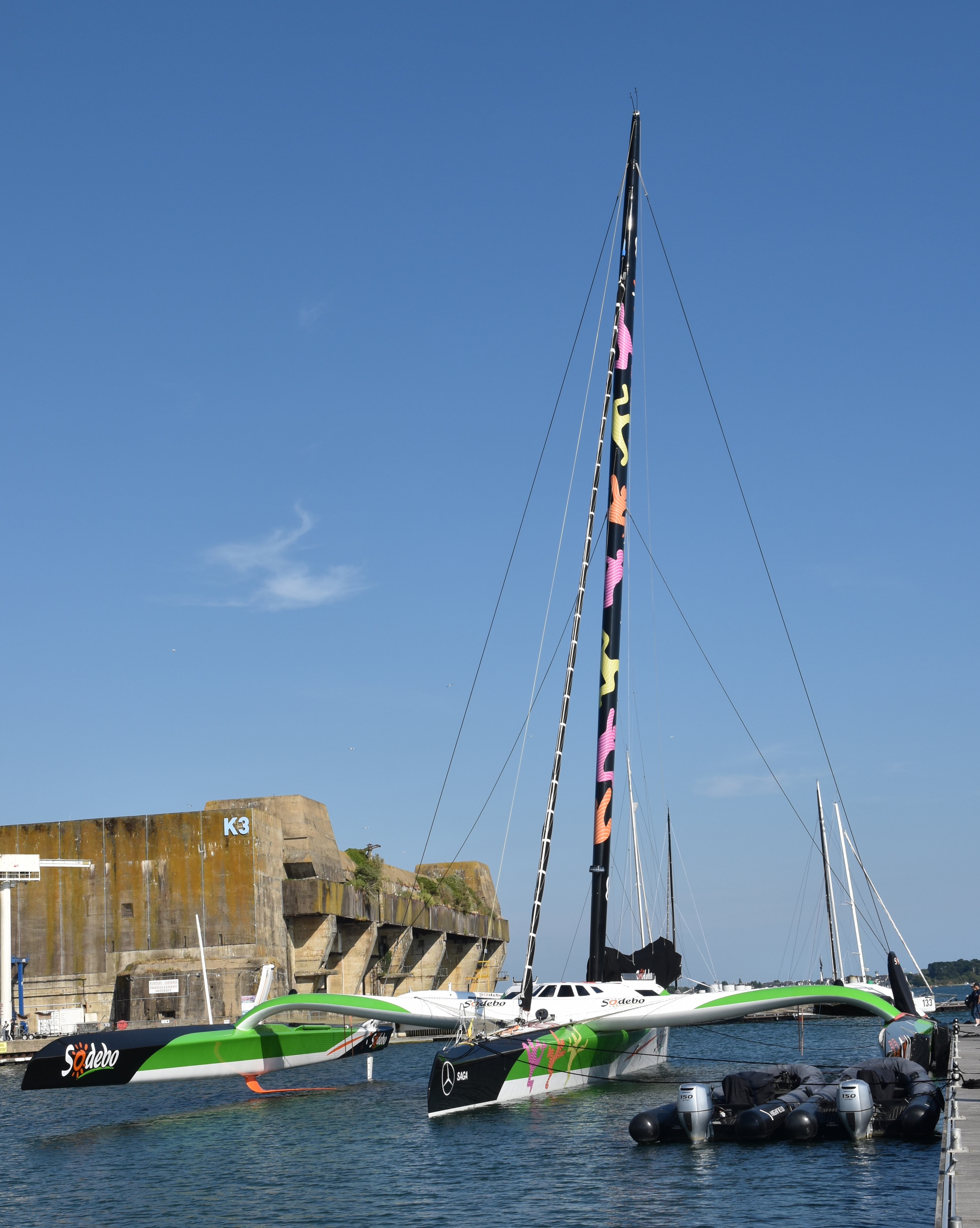
Sodebo Ultim 3.

Lors de la Transat Jacques-Vabre 2013, à bord du Class40 Concise 8, Goodchild et Wakefield sont de nouveau contraints à l'abandon. En 2014, Goodchild est pris par Michel Desjoyeaux à bord du VO65 Mapfre pour la Volvo Ocean Race. Mais les deux skippers, Desjoyeaux et Iker Martínez, ne s'entendent pas. Desjoyeaux et les équipiers choisis par lui débarquent au terme de la première étape. Goodchild s'établit à Lorient.
En 2015, il court la Transat Jacques-Vabre, mais en Imoca cette fois, avec Éric Bellion, à bord de Comme un seul homme. Le bateau termine 7e. De 2015 à 2017, Goodchild navigue avec Brian Thompson à bord du trimaran MOD70 Phaedo. En 2018, il s'associe avec Netflix pour le départ de sa première Route du Rhum, à la barre du Class40 Narcos : Mexico. À la suite du démâtage de son monocoque, il ne finit pas la course.
Il navigue sur le maxi-trimaran Spindrift 2, avec qui, en 2019, il bat le record du monde de vitesse entre Ouessant et l’équateur,. La même année, il arrive à la deuxième place de la Transat Jacques-Vabre avec Fabien Delahaye, à bord du Class40 Leyton. En 2019 et 2020, il navigue aussi sur Sodebo Ultim 3.
En juin 2020, il finit 2e de la Solo Maître Coq, à bord du Figaro Leyton. Et, en juillet, toujours en Figaro, il remporte la Drheam Cup, devant Tom Laperche et Armel Le Cléac'h,.

### Ocean FiftyLeyton(2021 et 2022)

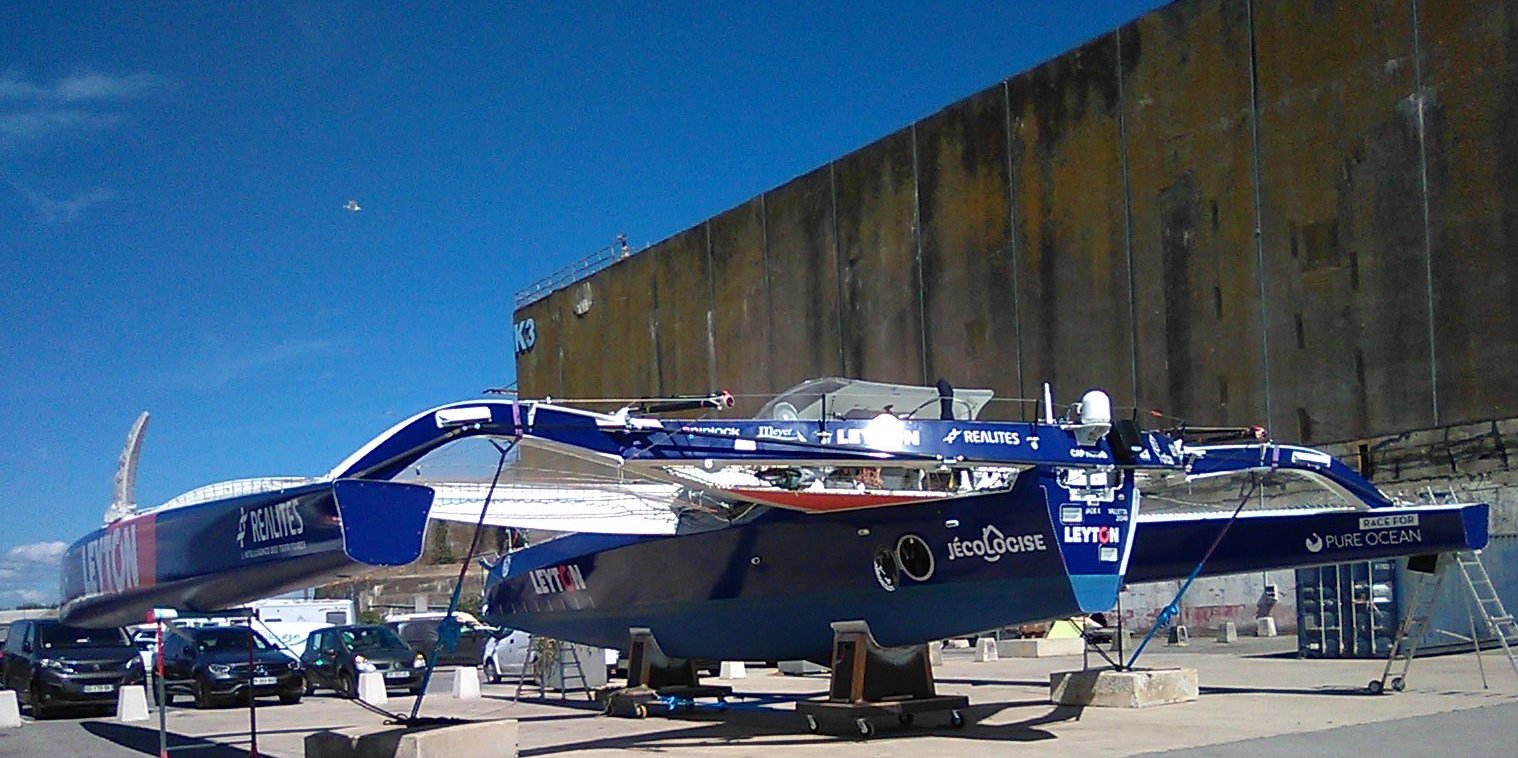
L'Ocean Fifty Leyton à Lorient.

En 2021, skipper du trimaran Ocean Fifty Leyton, il est vainqueur du Pro Sailing Tour. Aux côtés d'Aymeric Chappellier, toujours à bord de Leyton, il termine troisième de la Transat Jacques-Vabre 2021.
En avril 2022, il remporte les 1 000 milles des Sables-d’Olonne. En juillet, il finit 2e du Pro Sailing Tour et remporte la Drheam Cup. En novembre, il apparaît comme l'un des favoris pour la Route du Rhum. Mais il est victime d'un retour de manivelle de colonne au moment du départ : blessé par les poignées au visage et aux deux bras, il doit abandonner.

### ImocaFor The Planet(depuis 2023)

#### Champion Imoca 2023
Le 15 janvier 2023, il embarque à bord de l'Imoca Holcim-PRB de Kevin Escoffier pour les trois premières étapes de The Ocean Race, course autour du monde en équipage, avec escales. Peu après, le 16 février, la nouvelle est officialisée : Sam Goodchild se voit confier l'Imoca de 2019 Linked Out (Advens 1), jusque-là aux mains de Thomas Ruyant ; tandis que ce dernier va prendre la barre du tout nouveau For People (Advens 2). Les deux skippers font désormais partie de la même équipe, ou, plus exactement, comme le dit Goodchild, d'« un hybride entre une et deux équipes. Il y a des personnes complètement dédiées à un seul bateau et des postes qui sont un peu plus entre les deux. » Navigateur éclectique tout comme Goodchild, Ruyant apprécie la venue de ce dernier : « Un marin super performant et un profil anglo-saxon très intéressant, un personnage carré, droit dans ses bottes, qui dit les choses… » Tous deux ont pour objectif le Vendée Globe 2024, et pour partenaires Leyton et Advens, qui mutualisent leurs moyens, « avec un marquage équitable et identique sur les deux bateaux, mais également le même engagement sociétal sous le nom de For People ».
Holcim-PRB est 1er des étapes 1 et 2 de The Ocean Race, et 2e de l'étape 3 (il finira 2e au classement général du tour du monde). Début avril, au terme de la troisième étape, Goodchild débarque, et revient à Lorient pour prendre en main son Imoca. Celui-ci est remis à l'eau le 17 avril 2023 dans ses nouvelles couleurs (vert, bleu et blanc) et sous le nom de For The Planet.

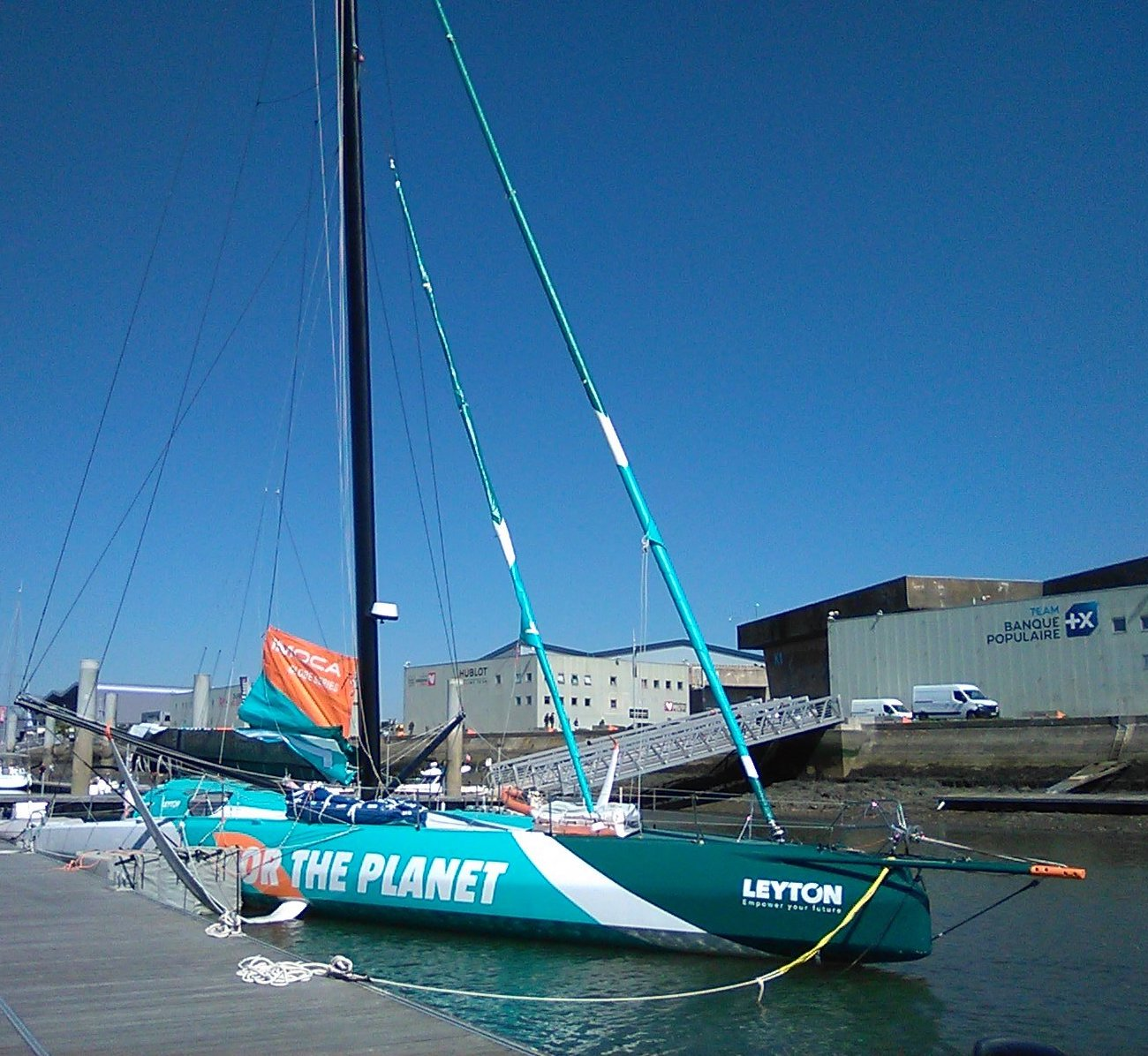
L'Imoca For The Planet à Lorient, en avril 2023.

En mai 2023, à bord de For The Planet, Sam Goodchild et Antoine Koch sont 3es de la Bermudes 1000 Race. En juillet, ils sont 3es sur 29 Imoca dans la Fastnet Race. En septembre, Goodchild court les  48 Heures du Défi Azimut avec Ruyant, dont le bateau est en réparation. Ils terminent 3es. En novembre, Goodchild et Koch finissent 3es de la Transat Jacques-Vabre. En décembre, Goodchild est 3e sur 32 dans le Retour à la Base, course en solitaire Fort-de-France-Lorient. Sa première saison en Imoca aura été intense, puisqu'elle aura compté trois étapes d'un tour du monde en équipage, quatre courses en double et une en solitaire. Goodchild en est récompensé par le titre de champion Imoca 2023, décerné par la classe Imoca,.

## Palmarès
- 2009 : vainqueur de la Morbihan Class40, à bord de 40 Degrees[1],[7]
- 2011 :
  - 3e de la Transmanche en Figaro[37]
  - 2e de la Solo Basse Normandie en Figaro[37]
- 2012 :
  - vainqueur de la 2e étape Le Cap-Wellington de la Global Ocean Race 2011-2012, en double avec Conrad Colman, à bord du Class40 Cessna Citation[10]
  - vainqueur de la Normandy Channel Race, à bord du Class40 Concise II, en double avec Ned Collier Wakefield[7]
- 2013 :
  - vainqueur de la RORC Caribbean 600, à bord du Class40 40 Degrees[7]
  - 8e de la Fastnet Race, à bord du Class40 40 Degrees[7]
- 2015 : 7e sur 20 Imoca dans la Transat Jacques-Vabre, à bord de Comme un seul homme, en double avec Éric Bellion[12]
- 2018 : 
  - 2e des 1 000 milles des Sables-d'Olonne, à la barre du Class40 All in for the Rhum[7]
  - 12e de la Normandy Channel Race, à bord du Class40 All in for the Rhum, en double avec Peter Harding[7]
- 2019 :
  - 3e de la Fastnet Race en Ultime, à bord de Sodebo Ultim 3[37]
  - 2e de la Transat Jacques-Vabre, à bord du Class40 Leyton, en double avec Fabien Delahaye[7]
- 2020 :
  - 2e de la Solo Maître Coq, à la barre du Figaro Leyton[17]
  - vainqueur de la Drheam Cup, en Figaro[18]
- 2021 :
  - vainqueur du Pro Sailing Tour en tant que skipper de l'Ocean Fifty Leyton[20]
  - 3e sur 7 Ocean Fifty dans la Transat Jacques-Vabre, avec Aymeric Chappellier, à bord de Leyton[21]
- 2022 :
  - vainqueur de la 1 000 milles des Sables-d'Olonne à bord de l'Ocean Fifty Leyton[22]
  - 2e du Pro Sailing Tour à bord de l'Ocean Fifty Leyton[23]
  - vainqueur de la Drheam Cup à bord de l'Ocean Fifty Leyton[24]
- 2023 sur For The Planet :
  - 3e sur 13 de la Guyader Bermudes 1000 Race[31]
  - 2e de The Ocean Race : 1er des étapes 1 et 2, et 2e de l'étape 3, en tant qu'équipier à bord de l'Imoca Holcim-PRB skippé par Kevin Escoffier[30]
  - 3e sur 29 Imoca dans la Fastnet Race, en duo avec Antoine Koch[32]
  - 3e sur 33 des 48 Heures du Défi Azimut-Lorient Agglomération en duo avec Thomas Ruyant[33]
  - 3e sur 40 Imoca dans la Transat Jacques-Vabre, en duo avec Antoine Koch[34]
  - 3e sur 32 du Retour à la Base[35]
  - champion Imoca 2023[35],[36]
- 2024 sur Vulnerable :
  - abandon du New York Vendée - Les Sables d'Olonne
  - 2e du Défi Azimut-Lorient Agglomération
- 2025 :
  - 9e sur 40 du Vendée Globe en 76 jours 2 h 1 min 45 s[38]
  - 1er sur 11 de la Course des caps en 6 j 1 h 10 min[39]